# Roberto Figueroa
Roberto Figueroa (* 20. März 1904 in Montevideo; † 24. Januar 1989) war ein uruguayischer Fußballspieler.

## Verein
Der auf dem linken Flügel eingesetzte Figueroa gehörte mindestens von 1923 bis 1925, von 1927 bis 1929 und 1931 dem Kader der Wanderers in der Primera División an. In diesem Zeitraum gewann er mit den Wanderers in den Jahren 1923 und 1931 jeweils die uruguayische Meisterschaft. Der Titel des Jahres 1923 mit den Atlético Wanderers war dabei jener der von der Federación Uruguaya de Football (FUF) ausgespielten Parallel-Meisterschaft während der Phase der Spaltung der Organisationsstruktur des uruguayischen Fußballs.

## Nationalmannschaft
Figueroa war auch Mitglied der uruguayischen A-Nationalmannschaft. Insgesamt absolvierte er von seinem Debüt am 2. November 1921 bis zu seinem letzten Spiel für die Celeste am 14. Dezember 1933 neun Länderspiele. Dabei erzielte er sechs Treffer. Figueroa nahm mit der Nationalelf an den Südamerikameisterschaften 1927 (drei Spiele, drei Tore, gemeinsam mit vier weiteren Spielern Torschützenkönig) und 1929 (kein Einsatz) teil. 1927 belegte er mit Uruguay den zweiten Platz. Bei den Olympischen Sommerspielen 1928 feierte Figueroa mit dem Kader der Celeste schließlich seinen größten Karriereerfolg. Die Mannschaft wurde Olympiasieger. Figueroa lief in einem Spiel des olympischen Turniers auf.
Überdies gewann er mit der heimischen Nationalelf auch die Copa Newton 1924.

## Erfolge
- Olympiasieger 1928
- Vize-Südamerikameister 1927
- Copa Newton 1924
- 2× Uruguayischer Meister ((1923), 1931)